# برج جاف
تشهد محافظة السليمانية الواقعة شمال العراق ضمن اقليم كردستانالعراق تطورا كبيرا في الجانب العمراني حيث بدات هذه المدينة منذ زمن ليس بالبعيد بتشييد ناطحات السحاب، حيث شيدت اعلى برج يالعراق وهي ابراج جاف تاورس وتتميز هذه الأبراج بالجماليه من ناحية التصميم والتقنية من ناحية البناء.

## نبذه عن المشروع
تقع هذه الأبراج على الأركان الثلاثة لقطعة أرض على شكل حرف (L) بمساحة 20,000 مترا«مربعا» وفي موقع مرتفع خلاب محاط بالشوراع من جميع الجهات وقرب مفترق الطريق الرابط بين مدينة السليمانية ومصيف سرجنار. وقد صمم هذا الموقع بصورة معمارية راقية أضافت إلى جمال الطبيعة، روعة التصميم والقدرة في ربط الفضاءات والمستويات، وأستغلال طبوغرافية الموقع لفصل المداخل الرئيسية عن مداخل الخدمات، ولخلق فضاءات خارجية وحدائق ذات مستويات عديدة، فضم الموقع برجين سكنيين إضافة إلى مسبح وكافتيريا وحدائق ساحرة وملعبا لكرة السلة والطائرة إضافة إلى الخدمات الأخرى وكراج خارجي للسيارات.

## الجانب الهندسي
كل برج يتكون من أربعة وثلاثون طابق وطابق ارضي مع ثلاثة طوابق سفلية لوقوف السيارات. البرج من الطابق الأول إلى طابق ستة وعشرون متشابهة من ناحية التصميم والمساحة. يتألف كل طابق من ستة شقق، شقتان بمساحة (152 متر مربع), وشقتان بمساحة (218 متر مربع) مع شقتان بمساحة (252 متر مربع). الطابق السابع والعشرون إلى الطابق التاسع والعشرون متشابهة من ناحية التصميم والمساحة ويتألف كل طابق من أربعة شقق متشابهة بمساحة 315 متر مربع. الطابق الثلاثون يتكون من أربعة شقق اثنان بمساحة (304 متر مربع) واثنان بمساحة (315 متر مربع) الطابقين الواحد والثلاثون وألثاني والثلاثون متشابهان من ناحية التصميم والمساحة ويتألف كل طابق من 3 شقق (شقة 414 متر مربع، وشقة 417 متر مربع مع شقة 444 متر مربع). اما الطابق الثالث والثلاثون يتألف من شقتين دبل فوليوم بمساحة 631 متر مربع للأول و411 متر مربع للثاني. إضافة إلى الوسائل الترفيهية والخدمات المتنوعة داخل الموقع

## الأعمال الكهربائية
التغذية الكهربائية ستكون من الشبكة الوطنية وكذلك تزويد مولدات ذات سعة عالية.
الأنارة والكهرباء (SWITCH SOCKET) موزعة داخل كل شقة بما يتناسب مع توزيع الأثاث والأستخدام الأفضل لتأمين متطلبات الأستخدام.
خدمة أستلام البث الفضائي موزعة في الشقة في كل من غرف المعيشة وكافة غرف النوم.
منظومة أنذار الحريق المركزية (FIRE ALARM SYSTEM) وعن طريق لوحة تحكم رئيسية في الطابق الأرضي ومتحسسات في كافة المواقع التي يحتمل حدوث الحريق فيها بما يؤمن تطبيق المواصفات العالمية لمنظمة الحماية من الحريق.
خدمة الهاتف الأرضي متوفرة في الشقة.
أستخدام نظام مركزي (WIRELESS SYSTEM) لمنظومة (INTERNET) بما يؤمن أستخدام المنظومة في جميع أرجاء الشقة.

## المصاعد
ثلاثة مصاعد أشخاص بحمولة 10 أشخاص لكل واحد منها وبسرعة 2.5 م/ ثا
مصعد الحمل عدد 1 بحمولة واحد طن وبسرعة 2.5 م/ثا

## الأعمال الصحية
منظومة تصريف المياه الثقيلة لكافة المجاميع الصحية (حمامات، مطابخ) وفق أحدث المواصفات العالمية مع الأخذ بنظر الاعتبار عزل كل شقة عن الأخرى.
منظومة تصريف مياه الأمطار للسطوح والشرفات وبما يتناسب مع الشكل المعماري.
منظومة تغذية الماء الصافي للمجاميع الصحية وبأنابيب عالية الجودة ومعزولة حرارياَ (بارد، حار) وعزل كل شقة عن الأخرى مع نصب مقياس لكل شقة مع نصب أقفال ومقاييس خاصة للتحكم بمقدار ضغط الماء وكميته.
منظومة مكافحة الحريق وبأسلوب (بكرات الحريق) حيث تم تزويد بكرات عدد /2 لكل طابق وبطول (30م)لكل بكرة تكفي لمكافحة الحريق في أي مكان مكان من الطابق أضافة إلى تزويد مطافئ حريق للغرف الخاصة بمعدات الكهرباء
منظومة تصريف مياه غسل طابق موقف السيارات وبعدد /3 طابق وبأسلوب تجميع المياه في أحواض عدد/4 يحتوي كل حوض على مضخة غاطسة عدد /2 ومن مناشئ عالمية معروفة ويتم السيطرة عليها بشكل أوتوماتيكي ويتم تصريف المياه إلى شبكة المجاري الخارجية لكل برج
يحتوي كل برج سكني على غرفة مكائن خارجية تحتوي على خزان ماء أرضي يتم صناعته من مادة الحديد المغلون وبسمك (6 ملم) وذات مواصفات عالية مع محطة ضخ الماء الصافي المكونة من (4) مضخات وملحقاتها الميكانيكية ولوحة سيطرة الكهربائية مع محطة ضخ ماء مكافحة الحريق ومنظومة تصفية ومعالجة وتعقيم للمياه التي سيتم ضخها للبرج.
منظومة تغذية الماء الحار بواسطة سخان ماء كهربائي مزودة بصمام أمان لحمايته من التلف لكل شقة سكنية وتكون معزولة عن الأخرى.